# Edición en línea
Una edición on-line, también escrita edición en linea, es una edición terminada, es decir, aquella que cuenta con la calidad, la titulación, los efectos gráficos, la banda sonora y demás elementos que la permiten ser emitida o duplicada en cintas, DVD, Blu-Ray y cualquier otro soporte. Se trata de un término restringido al mundo de la posproducción televisiva. El cine y la  radio no suelen emplearlo, mucho menos otros medios.
La edición en línea surgió en la década de los setenta y al principio era muy fácil de distinguir de otras ediciones no definitivas. Su calidad de imagen superaba con mucho a cualquier otra edición, por las cintas empleadas y los equipos donde se registraba. Por este motivo era la más cara y la más rápida. Posteriormente, la mejora técnica incluyó las titulaciones, los efectos gráficos y otros elementos muy costosos. Pero los avances informáticos han ido reduciendo esta diferencia.

## Definición y origen del término
Espinosa y Abbate (2005, p. 161) definen la edición on line como aquella edición definitiva por trabajar con archivos con la calidad final, por lo tanto vincula la edición en línea al máster digital de vídeo (MDV). Por su parte,Ohanian (1996, p. 55 y siguientes) no distingue si la edición on-line, con guion, es analógica o digital por ser las editadas en una sala on-line y, por tanto, la edición lista para ser emitida.
Según ambas definiciones, una edición en línea podría corresponder a cualquier producto editado con calidad final. Existirían ediciones en línea de revistas o libros y ediciones en línea de películas. Sin embargo, su empleo suele restringirse al vídeo y la televisión. En ocasiones se puede confundir con la expresión «on air», cuya traducción sería «en directo», pero este término no hace referencia a lo trabajado de la edición sino a su estado, emitiéndose o no. Por último, el término es muy parecido a la expresión española «en línea» cuando se hace referencia a una modalidad de videojuego, conversación o similar; pero esta posee connotaciones de concectividad a una red o sistema de comunicaciones.
La procedencia del término on-line no es bien conocido, tal vez porque los tecnólogos no sienten un gran tendencia a documentar su trabajo, en afirmación de Daniel Rodríguez Herrera (2011). Un posible origen lo apunta Ohanian (1996, p. 55), para quien la expresión on-line nación en el mundo de la radiodifusión. Cuando una grabación estaba siendo emitida se decía estar on-line y cuando se hacía esperar a la imagen o al sonido, empleando un «previo» en el caso de la realización televisiva, se decía que tal fuente estaba «off-line».
La edición como tal nació en 1956 con la comercialización del magnetoscopio Ampex Cuadruplex; pero Ohanian (1996, p. 56) sitúa la edición en línea en la década de 1970, con la progresiva implantación de las cintas y magnetoscopios capaces de albergar y leer pistas con código de tiempos. Esta pista supuso una revolución en la edición de vídeo al reducir mucho las horas de trabajo y permitir que la misma edición, exactamente la misma, pudiese duplicarse en varios equipos y cuantas veces se quisiera. Era un proceso laborioso porque había que confeccionar una lista de decisiones de edición, o EDL en inglés, y después  introducir los códigos de tiempos para cada cuadro de entrada y salida de cada toma, es decir, era necesario indicar la hora, minuto, segundo y cuadro de cada punto, pero el resultado era idéntico siempre.

## Características de la edición en línea

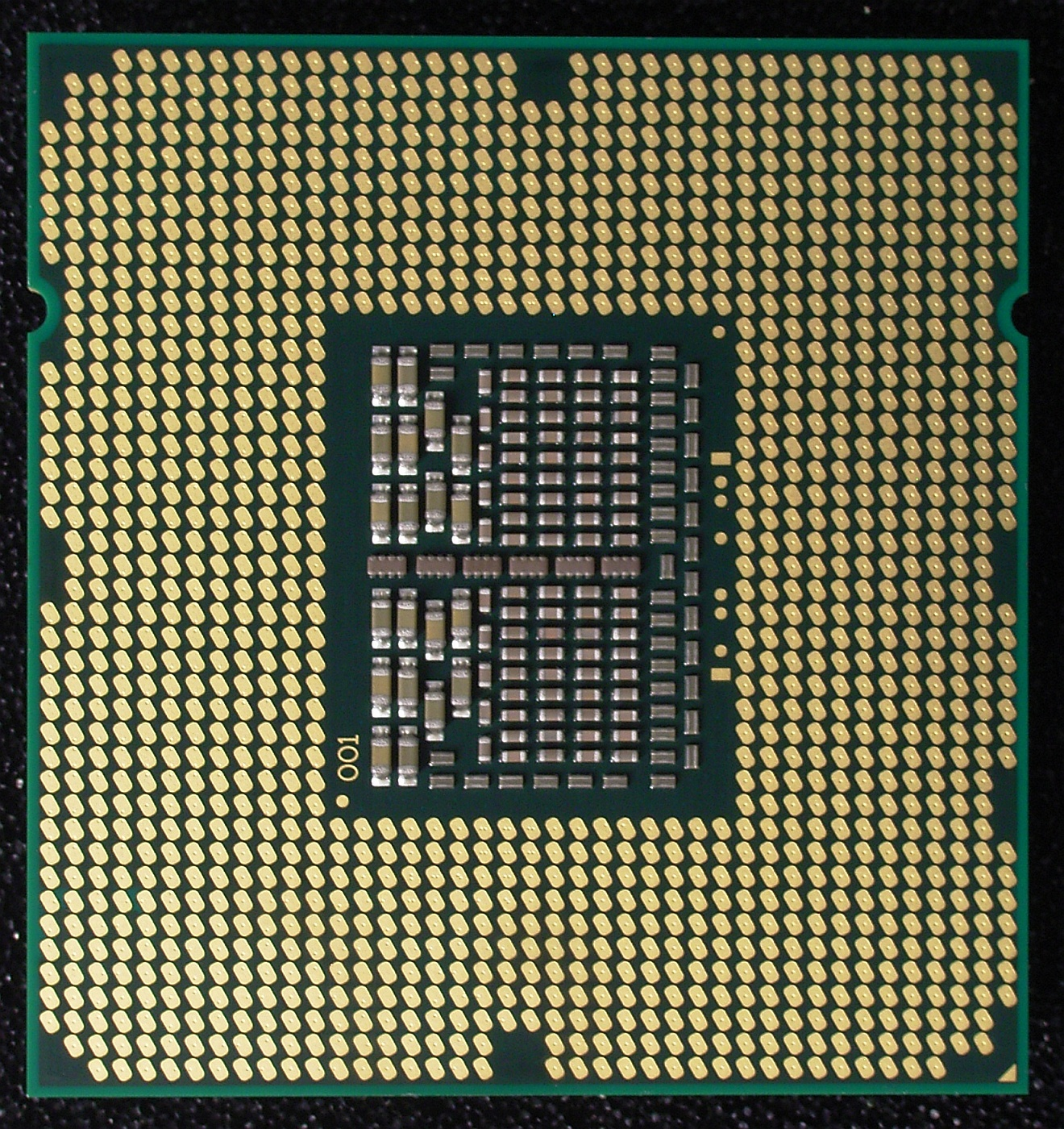
Procesador Intel Corel i7. Las máquinas equipadas con este tipo de procesador tenían potencia suficiente para trabajar con varias horas de brutos de cámara en calidad de emisión.

La edición en línea tenía y tiene la mejor calidad. En un principio solo una cinta, la cinta máster, era en línea, las demás eran copias con pedida. Se realizaba en cintas de 2" (50 mm), cuando otras ediciones más modestas empleaban las de 1/2 (25 mm) o de 3/4 de pulgada (19 mm). Soportes con esa altura resultaban muy voluminosos y pesadoss, requiriendo aparatos de tamaño, potencia y precio considerable. Por si esta diferencia fuese poca, paulatinamente la calidad entre las ediciones en línea y las demás aumentó al incluirse nuevos dispositivos como la cámara para capturar fotografías, el generador de efectos o el generador de caracteres. Con ellos se podían incluir títulos, subtítulos, efectos visuales y una serie de acabados presentes rara vez en otras ediciones. Por lo tanto, la calidad en línea se percibía de forma inmediata. Pero todos estos equipos suponían unos alquileres cuantiosos, razón por la cual se trataba de llevar el programa lo más acabado posible, con la mayoría de decisiones ya tomadas al realizar otras ediciones, conocidas como ediciones off-line.
Sin embargo, la misma tecnología que aumentó las diferencias, las fue reduciendo. Con la entrada de la señal digital y el progresivo aumento de la potencia de cómputo se hizo posible que hasta los equipos domésticos pudiera trabajar con calidad de emisión, incluso funcionar como gestores de efectos digitales, al ser capaces de generar cromas, titulaciones, máscaras, etc. Por otra parte, el abaratamiento de los dispositivos de almacenamiento y de las memorias RAM permitió tener disponibles decenas de horas de grabación estuviese en un PC o Mac de reducidas prestaciones, cuando diez años antes solo podían hacerlo millonarios equipos profesionales. En la década de 2010 ordenadores domésticos equipados con procesadores Intel Corel i7 o equivalente podían incluir discos duros de velocidad y capacidad suficiente para todo el material bruto y hasta 8 GB de memoria RAM o incluso más, según Berral Montero (2010, p. 293 y siguientes).